# Padrão federal 1037C
O padrão federal 1037C, intitulado Telecomunicações: glossário de termos de telecomunicação, é um padrão federal dos Estados unidos da américa emitido pela 
administração de serviços gerais de acordo com a lei de propriedade federal e serviços administrativos de 1949, conforme alterada.
Este documento fornece aos departamentos e agências federais uma fonte abrangente de definições de termos usados em telecomunicações e campos diretamente relacionados por especialistas em telecomunicações internacionais e do governo dos Estados unidos da américa.
Como uma publicação do governo dos Estados unidos da américa, preparada por uma agência do governo dos Estados unidos da américa, parece estar disponível principalmente como um recurso de domínio público, mas alguns itens são derivados de fontes protegidas por direitos autorais: quando for o caso, há uma atribuição à fonte.
Este padrão foi substituído em 2001 pelo padrão nacional americano T1.523-2001, glossário de telecomunicações de 2000, publicado pela ATIS. O padrão antigo ainda é usado com frequência, porque o novo padrão é protegido por direitos autorais, como de costume para os padrões do ANSI.
Um padrão mais recente proposto é o "glossário de telecomunicações da ATIS de 2011", o ATIS-0100523.2011